# Colin Larkin
Colin Larkin (Dagenham, 1949) è uno scrittore e imprenditore britannico.
Ha fondato, ed era il redattore capo dell'Encyclopedia of Popular Music, descritta da The Times come "lo standard rispetto al quale tutti gli altri devono essere giudicati".
Insieme all'enciclopedia in dieci volumi, Larkin ha anche scritto il libro All Time Top 1000 Albums, e curato il Guinness Who's Who Of Jazz, il Guinness Who's Who Of Blues, e la Virgin Encyclopedia Of Heavy Rock. Come compilatore del più ampio database di popular music in Europa e negli Stati Uniti e scrittore Larkin ha oltre 650 000 copie stampate delle sue opere fino ad oggi. In qualità di "autorità" sulla musica pop, Larkin è stato spesso intervistato alla radio.

## Biografia
Nato nel 1949 a Dagenham (Essex), un sobborgo di Londra, Colin Larkin ha studiato grafica e tipografia al London College of Communication (allora noto come London College of Printing). Ha lavorato in seguito nel commercio d'arte, in gruppi pubblicitari e per la casa editrice Pearson Longman.
Parallelamente, dal 1967, inizia a scrivere articoli per riviste e giornali musicali, poi per la fanzine Dark Star negli anni '70. Diventa chitarrista in un gruppo chiamato Closer Than Most. Colin Larkin ha fondato la casa editrice Scorpion Publishing nel 1976, che gli ha permesso per la prima volta di unire il suo lavoro di editore e la sua passione per la musica.
Nel 1990 ha creato Square One Books con l'obiettivo di pubblicare libri sulla musica. È dal 1989 che ha iniziato a collezionare tutto il materiale utile per scrivere. La prima edizione dell'Encyclopedia of Popular Music, di cui è l'editore, è stata pubblicata per la prima volta nel 1992. Nel 1997, Colin Larkin ha venduto Square One Books a Muze.

## Pubblicazioni
- Larkin, Colin (ed.), Guinness Who's Who of Jazz, Guinness Publishing (UK), 1992.
- Larkin, Colin (ed.), Guinness Who's Who of Sixties Music, Guinness Publishing (UK), 1992.
- Larkin, Colin (ed.), Guinness Who's Who of Indie And New Wave Music, Guinness Publishing (UK), 1992.
- Larkin, Colin (ed.), Guinness Who's Who of Heavy Metal, Guinness Publishing (UK), 1992.
- Larkin, Colin (ed.), Guinness Encyclopedia of Popular Music (1st Edition, 4 Vols), Guinness Publishing 1992.
- Larkin, Colin (ed.), Guinness Encyclopedia of Popular Music Concise Edition, Guinness Publishing 1993.
- Larkin, Colin (ed.), Guinness Who's Who of Seventies Music, Guinness Publishing (UK), 1993.
- Larkin, Colin (ed.), Guinness Who's Who of Folk Music, Guinness Publishing (UK), 1993.
- Larkin, Colin (ed.), Guinness Who's Who of Soul Music, Guinness Publishing (UK), 1993.
- Larkin, Colin (ed.), Guinness Who's Who of Blues, Guinness Publishing (UK), 1993.
- Larkin, Colin (ed.), Guinness Who's Who of Fifties Music, Guinness Publishing (UK), 1993.
- Larkin, Colin (ed.), Guinness Who's Who of Country Music, Guinness Publishing (UK), 1993.
- Larkin, Colin (ed.), Guinness Who's Who of Stage Musicals, Guinness Publishing (UK), 1994.
- Larkin, Colin, All Time Top 1000 Albums, Guinness Publishing (UK), 1994.
- Larkin, Colin (ed.), Guinness Who's Who of Rap, Dance & Techno, Guinness Publishing (UK), 1994.
- Larkin, Colin (ed.), Guinness Who's Who of Film Musicals & Musical Films, Guinness Publishing 1994
- Larkin, Colin (ed.), Guinness Who's Who of Reggae, Guinness Publishing (UK), 1994.
- Larkin, Colin (ed.), Guinness Who's Who of Jazz (2nd Edition), Guinness Publishing (UK), 1995.
- Larkin, Colin (ed.), Guinness Encyclopedia of Popular Music (2nd Edition, 6 Vols), Guinness 1995 (UK),
- Larkin, Colin (ed.), Guinness Who's Who of Indie And New Wave (2nd Edition), Guinness Publishing 1995.
- Larkin, Colin (ed.), Guinness Who's Who of Blues (2nd Edition), Guinness Publishing (UK), 1995.
- Larkin, Colin (ed.), Guinness Who's Who of Heavy Metal (2nd Edition), Guinness Publishing (UK), 1995.
- Larkin, Colin (ed.), The Virgin Encyclopedia of Popular Music, Concise Edition, Virgin Books (UK), 1997.
- Larkin, Colin (ed.), The Virgin Encyclopedia of Seventies Music, Virgin Books (UK), 1997.
- Larkin, Colin (ed.), The Virgin Encyclopedia of Sixties Music, Virgin Books (UK), 1997.
- Larkin, Colin (ed.), The Virgin Encyclopedia of Eighties Music, Virgin Books (UK), 1997.
- Larkin, Colin, (ed), The Virgin Illustrated Encyclopedia of Rock, Virgin Books (UK), 1998, (pubblicato negli USA anche come The Billboard Illustrated Encyclopedia of Rock. US, 1998)
- Larkin, Colin (ed.), The Virgin Encyclopedia of Fifties Music, Virgin Books (UK), 1998.
- Larkin, Colin (ed.), The Virgin Encyclopedia of Indie & New Wave, Virgin Books (UK), 1998.
- Larkin, Colin (ed.), The Virgin Encyclopedia of R&B And Soul, Virgin Books (UK), 1998.
- Larkin, Colin, The Virgin All-Time Top 1000 Albums (2nd Edition), Virgin Books (UK), 1998.
- Larkin, Colin (ed.), The Virgin Encyclopedia of Country Music, Virgin Books (UK), 1998.
- Larkin, Colin (ed.), The Virgin Encyclopedia of Reggae, Virgin Books (UK), 1998.
- Larkin, Colin (ed.), The Virgin Encyclopedia of Stage & Film Musicals, Virgin Books (UK), 1999.
- Larkin, Colin (ed.), The Virgin Encyclopedia of Heavy Rock, Virgin Books (UK), 1999.
- Larkin, Colin (ed.), The Virgin Encyclopedia of Jazz (3rd Edition), Virgin Books (UK), 1999.
- Larkin, Colin, The Virgin All-Time Top 1000 Albums (Pocket Edition), Virgin Books (UK), 1999.
- Larkin, Colin (ed.), The Virgin Encyclopedia of Dance Music, Virgin Books (UK), 1999.
- Larkin, Colin (ed.), The Virgin Encyclopedia of Stage & Film Musicals, Virgin Books (UK), 1999.
- Larkin, Colin (ed.), The Virgin Encyclopedia of Popular Music, Concise (3rd Edition), Virgin Books (UK), 1999.
- Larkin, Colin (ed.), The Encyclopedia of Popular Music (3rd Edition, 8 vols). Macmillan (UK/US) 1999
- Larkin, Colin, All-Time Top 1000 Albums (3rd Edition), Virgin Books (UK), 2000.
- Larkin, Colin (ed.), The Virgin Encyclopedia of Nineties Music, Virgin Books (UK), 2000.
- Larkin, Colin, (ed), The Virgin Illustrated Encyclopedia of Pop & Rock, Virgin Books (UK), 2002, (pubblicato negli USA anche come The Billboard Illustrated Encyclopedia of Pop & Rock. US, 2002).
- Larkin, Colin (ed.), The Virgin Encyclopedia of 60s Music,(3rd Edition), Virgin Books (UK), 2002.
- Larkin, Colin (ed.), The Virgin Encyclopedia of 50s Music, (3rd Edition), Virgin Books (UK), 2002.
- Larkin, Colin (ed.), The Virgin Encyclopedia of 70s Music, (3rd Edition), Virgin Books (UK), 2002.
- Larkin, Colin (ed.), The Virgin Encyclopedia of Popular Music, Concise (4th Edition), Virgin Books (UK), 2002.
- Larkin, Colin (ed.), The Virgin Encyclopedia of 80s Music, (3rd Edition), Virgin Books (UK), 2003.
- Larkin, Colin (ed.), Virgin Encyclopedia of Jazz (4th Edition), Virgin Books (UK), 2004.
- Larkin, Colin (ed.), The Encyclopedia of Popular Music (4th Edition 10 vols) Oxford University Press (UK/US) 2006.
- Larkin, Colin (ed.), The Encyclopedia of Popular Music: Concise 5th Edition, Omnibus Press 2007.
- Larkin, Colin, Cover Me – The Vintage Art of Pan Books: 1950-1965, Telos Publishing, 2020.